# 生育能力測試
生育能力測試（Fertility testing）是評估生育能力的程序，也用來確認女性容易受孕的期間（即危險期）。生育能力和整體的健康有關，而性傳染病也會影響生育能力。

## 女性

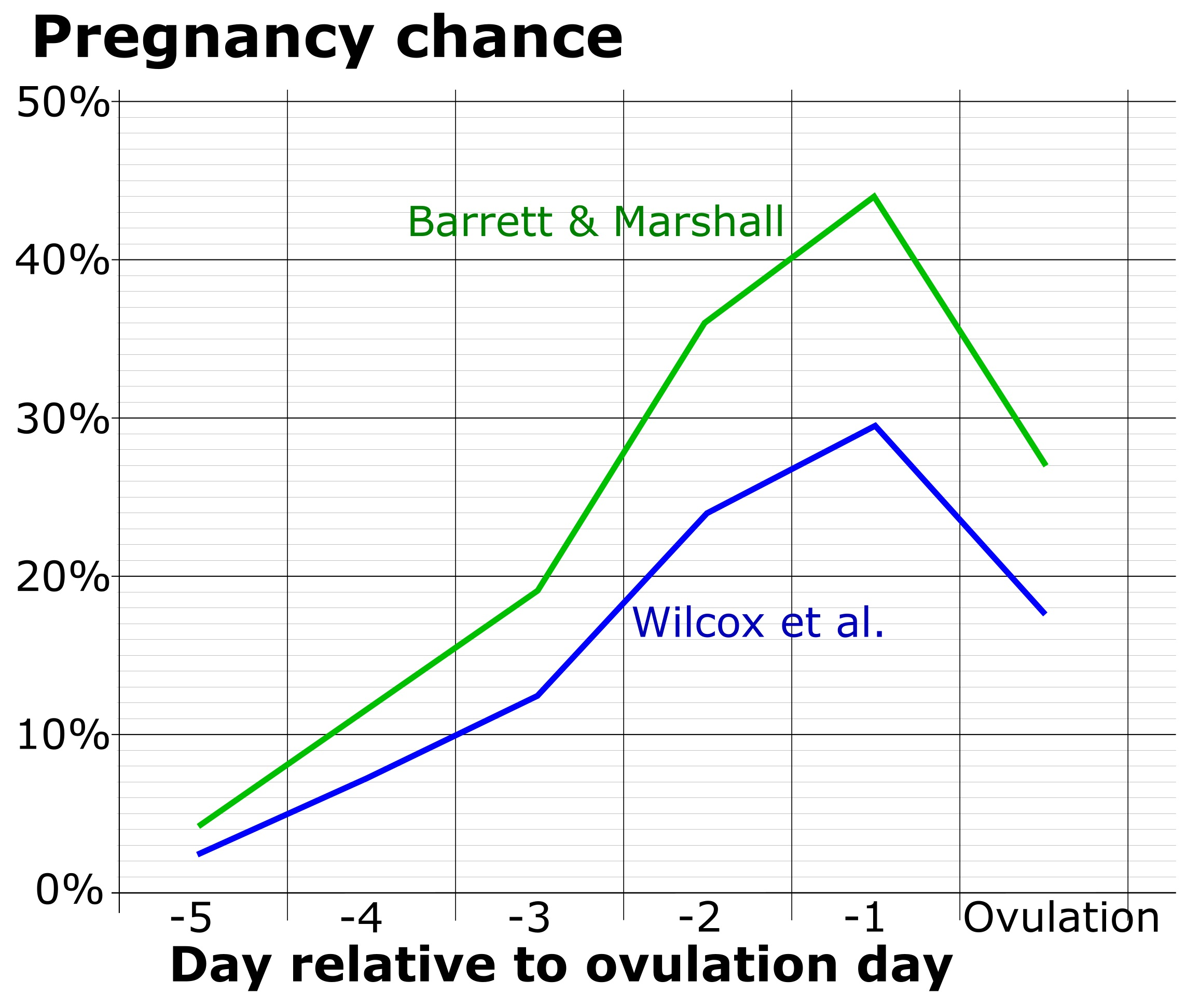
在排卵前幾天的人體受精機率

健康的女性自青春期到更年期都有生育能力，不過在青春期剛開始或是要接近更年期的生育能力都會顯下降。青春期開始的特徵包括有初潮以及第二性徵的出現，例如乳房發育、陰毛出現，此時脂肪的分佈也會有改變。生育能力一般是在更年期之前就結束

### 排卵測試
有許多方式可以預測排卵期，目的可能是為了可以順利受精懷孕，也有可能是為了避孕。

#### 子宮頸黏液測試

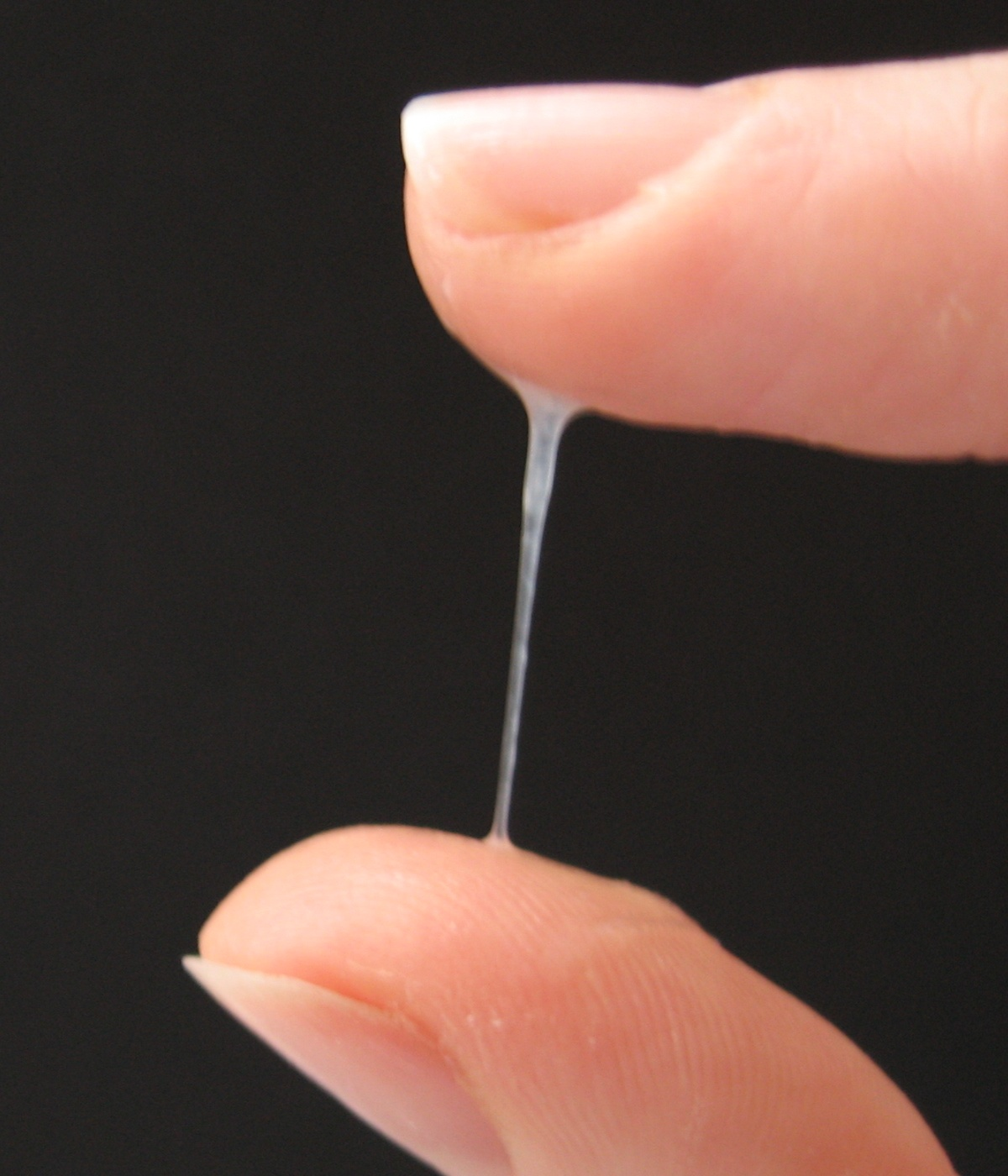
子宮頸黏液

子宮頸黏液在危險期時會變的透明且富延展性，目的是讓精子可以存活，且可以通過子宮頸。此時的子宮頸黏液會類似蛋白。

#### 排卵預測
排卵預測工具一般是透過對黄体生成素的抗体測試，尿液中的黄体生成素在排卵前後會達到高峰。有些檢查（例如Clearblue的生育測試儀）也會檢查雌二醇。

#### 電子生育測試儀
生育測試儀（fertility monitor）是一種電子設備，利用許多方式協助使用者測定排卵期。生育測試儀會分析尿液中激素濃度、基础体温的變化、唾液和陰道分泌物的電阻等，用這些來測定排卵期。這些應該有助於受精妊娠。不過目前還沒有足夠證據證實生育測試儀對於懷孕或是順利分娩的有效程度。

#### 子宮頸位置
在危險期時，子宮頸會變軟，位置變高、打開並且濕潤。

#### 基础体温法
基础体温會隨著月經週期而變化。在排卵時，高濃度的孕酮會使基礎体温突然上昇0.5 °C至1 °C，因此可以用一般的體溫計判斷危險期，此測試也可以確認是否有排卵上的問題。

#### 日曆法
因為危險期大約是在每月的固定日期出現，因此以每月日期為準的日曆法可以用來估計排卵期。

### 診斷不孕

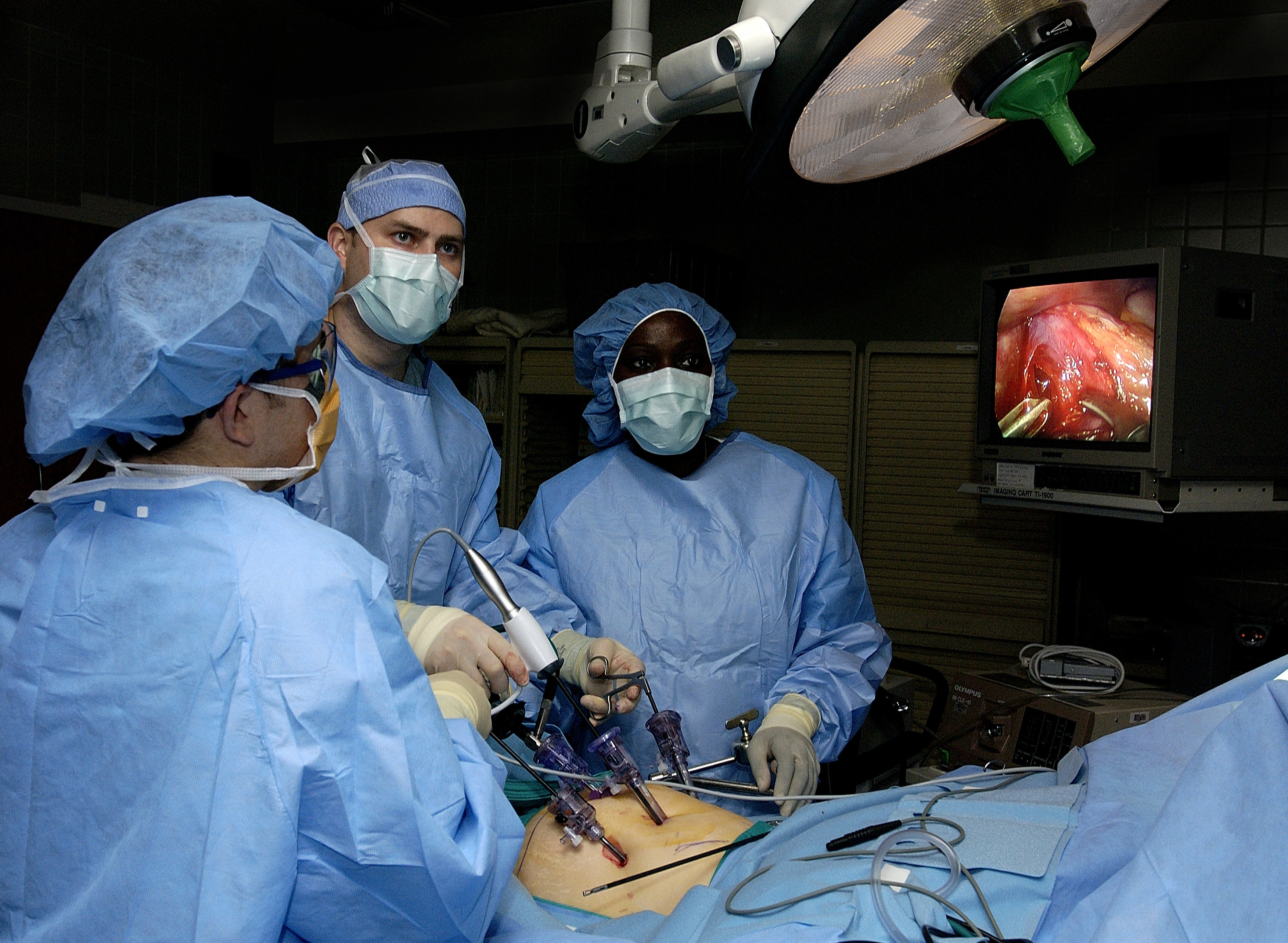
醫師進行腹腔鏡手術

在生育年齡的女性可能會因為許多原因而造成不孕，也有許多測試可以進行檢定。

#### 抗穆氏管荷爾蒙測試
抗穆氏管荷爾蒙（AMH）測試可以評估卵巢儲備，這也是女性可生育能力的指標。

#### 促卵泡激素
促卵泡激素（FSH）的檢查可以確定女性在特定月份是否會排卵。此測試一般是在月經週期的第三天進行。

#### 子宮輸卵管造影
子宮輸卵管造影是針對输卵管及子宫的檢查，透過注射造影劑來確認卵子可以通過輸卵管，不會遇到阻礙，也可以識別子宮的異常。

#### 卵巢超音波
卵巢的超声检查可以確認卵泡的發育情形。在診斷多囊卵巢綜合症時特別有幫助。

#### 子宮鏡檢查
子宮鏡檢查可以檢查是否有會影響受孕的疾病，例如子宮肌瘤、阿舍曼綜合症以及双角子宫。其作法是將endoscope置入子宫，記錄子宮內部的影像。

#### 腹腔鏡
腹腔鏡可以檢查腹腔內部的情形。可以用來確認输卵管的通暢程度，特別適合診斷子宮內膜異位症。

## 男性
男性在青春期後的時間都有生育能力。男性射精產生的精液有生殖細胞，即為精子。在性交後，精子會在女性的生殖系统中移動，若接觸到卵细胞，就可能會受精，受精多半是發生在输卵管。
男性的生育能力測試一般會包括精液分析及基因檢測，而其他因素（例如勃起功能障碍）也會有影響。精液的分析包括精子計數、精子活動力、精子形態、PH值、體積、果糖含量，以及顶体活性。檢查內容也包括確認是否有未降睾丸及逆行射精的情形，也會確認病史，例如是否有過癌症治療、放射性治療、藥物使用等。有時會用倉鼠無透明帶卵子測試來確認精子的生育能力。基因檢測及细胞遗传学可以找出一部份男性不育的原因，例如克氏综合征。
近來有研究，發現可能會造成不育的男性精子的表觀特性。